# SN 1885A

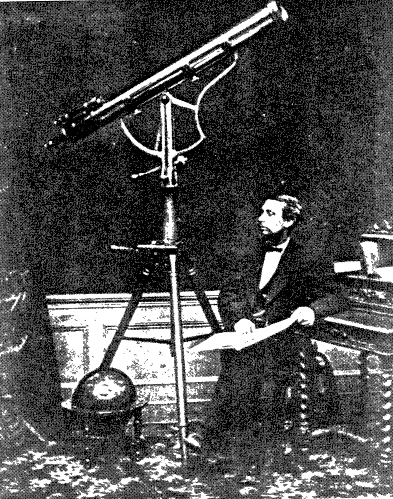
Isaac Ward

SN 1885A (também conhecida como S Andromedae) foi uma supernova na galáxia de Andrômeda, a única vista nessa galáxia até então pelos astrônomos, e a primeira observada fora da Via Láctea. É também conhecida como  "Supernova 1885".
Aparentemente, a supernova foi observada pela primeira vez em 17 de agosto de 1885 pelo astrônomo francês Ludovic Gully num evento público de observação de estrelas. Ainda assim, Gully pensou tratar-se de luz da lua dispersa em seu telescópio e não deu continuidade a essa observação. O astrônomo amador irlandês Isaac Ward em Belfast alegou ter visto o objeto em 19 de agosto de 1885, mas não publicou imediatamente sobre sua existência. A detecção independente da supernova por Ernest Hartwig no Observatório de Tartu na Estônia em 20 de agosto de 1885, no entanto, foi comunicada em um telegrama em 31 de agosto do mesmo ano, uma vez que Hartwig havia verificado em circunstâncias mais ideais que a observação não era causada por luz da lua refletida.